# Nada Kotlušek

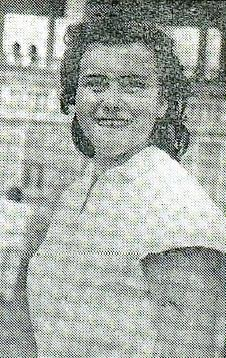
Nada Kotlušek, 1952

Nada Kotlušek (* 9. August 1934 in Ljubljana) ist eine ehemalige jugoslawische Kugelstoßerin und Diskuswerferin.
Im Kugelstoßen kam sie bei den Leichtathletik-Europameisterschaften 1950 in Brüssel auf den achten und bei den Olympischen Spielen 1952 in Helsinki auf den 14. Platz.
Bei den Olympischen Spielen 1956 in Melbourne wurde sie Achte im Kugelstoßen und Zwölfte im Diskuswurf.

## Persönliche Bestleistungen
- Kugelstoßen: 15,04 m, 14. Oktober 1956, Ljubljana (ehemaliger jugoslawischer Rekord)
- Diskuswurf: 47,86 m, 1. September 1956, Ljubljana (ehemaliger jugoslawischer Rekord)